# Жанна (герцогиня Брабанта)
Жанна Брабантская (фр. Jeanne de Brabant; 24 июня 1322, Брюссель — 1 ноября 1406, Брюссель) — герцогиня Брабанта и Лимбурга с 1355 года.
Дочь Жана III, брабантского герцога, и Марии д’Эврё. 
Вышла замуж в 1334 году за Вильгельма II де Эно. В 1345 году её муж умер.

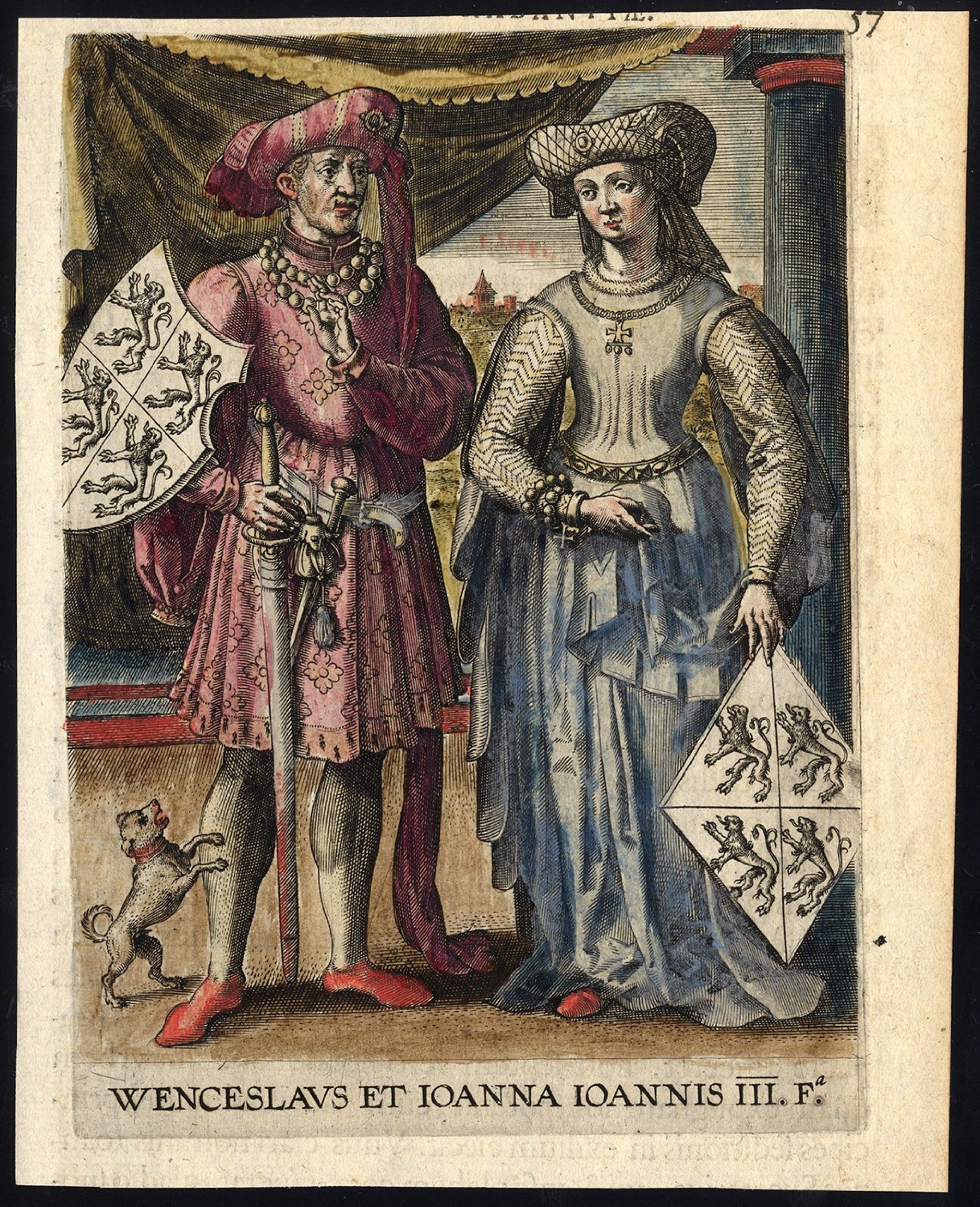
Жанна и Венцель

Будучи вдовой, вышла замуж во второй раз, в марте 1352 года, за герцога Люксембурга Венцеля I. Оба брака оказались бездетными.
В 1355 году умирает отец Жанны. Возникает угроза распада герцогства. 3 января 1356 года состоялся Joyeuse entrée, в целях сохранить государство. Жанна, как старшая дочь, стала герцогиней.

Герцогство Брабант (красный) и Гелдерн (синий) в 1350 г.

Людовик II, граф Фландрии, женился на Маргарите Брабантской, младшей дочери Жана III, и напал на Брабант. Но Жанне оказал помощь император Карл IV (старший брат Венцеля). Благодаря ему Жанна отстояла права на престол и сохранила герцогство.

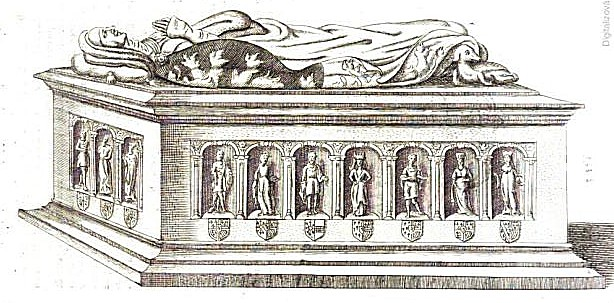
Рисунок гробницы Жанны Брабантской

После смерти Жанны её преемником стал племянник Антуан. Жанна была захоронена в мавзолее, расположенном в церкви Кармелитов в Брюсселе.